# Danko (pel·lícula)
Danko (títol original: Red Heat) és una pel·lícula d'acció estatunidenca estrenada el 1988, protagonitzada per Arnold Schwarzenegger, James Belushi, Peter Boyle. Ed O'Ross, Laurence Fishburne i Gina Gershon; dirigida per Walter Hill i escrita pel mateix Walter Hill juntament amb Harry Kleiner i Troy Kennedy Martin. Ha estat doblada al català
La pel·lícula, ambientada en la Guerra Freda, narra la història d'un detectiu de narcòtics rus que fa equip amb un detectiu nord-americà per atrapar a un astut i mortífer cap de la droga georgià.

## Argument
Ivan Danko (Arnold Schwarzenegger) és un capità de la policia soviètica que col·loca un parany a Viktor Rostavili un cap de la droga georgià. L'emboscada falla i Viktor escapa de la Unió Soviètica als Estats Units, després d'acabar amb diversos policies moscovites incloent al company de Danko.
Una vegada als Estats Units Viktor és detingut per una infracció de tràfic. Danko és enviat a Chicago per realitzar l'extradició. A Danko se li assigna com a guardaespatlles i guia a Art Ridžić (James Belushi), un fanfarró detectiu-sergent del Departament de policia de Chicago. Viktor és atacat per un clan de venedors de droga local, i durant el tiroteig mor el company de Ridžić.
Danko i Ridžić persegueixen a Viktor i els seus sequaços per tot Chicago. Finalment, Danko i Viktor requisen uns autobusos i s'enreden en una persecució fins que Viktor té un accident contra un tren, després de la qual cosa comença un tiroteig entre ells. Danko que porta un S&W Modelo 29 .44 Magnum que li havia donat Ridžić. Finalment Viktor és mort per Danko, que torna a Moscou després d'haver intercanviat el rellotge de polsera amb Ridžić en senyal de bona voluntat.

## Producció
La companyia Carolco Pictures va produir la pel·lícula al costat de Lone Wolf
Films Oak Pictures. La distribució va ser a càrrec de TriStar Pictures als Estats Units, Columbia Pictures als Estats Units,Regne Unit i Espanya, Lucernafilm a Txecoslovàquia, Roadshow Entertainment a Austràlia, Senator Film en la República Democràtica Alemanya, Svensk Filmindustri a Suècia i Toho-Towa al Japó.
La pel·lícula va ser qualificada R als Estats Units i no recomanada a menors de tretze anys a Espanya.
L'elecció del director es va decidir gràcies a l'èxit que havia obtingut Walter Hill reinventant el gènere Buddy Film amb la pel·lícula Límit: 48 hores interpretada per Nick Nolte i Eddie Murphy.
La pel·lícula està dedicada al coordinador de dobles Bennie Dobbins, que va morir d'un infart agut de miocardi durant el rodatge.

### Repartiment
Arnold Schwarzenegger va cobrar deu milions de dòlars per interpretar a Ivan Danko. També es va sotmetre a una dieta estricta i va rebaixar la seva massa muscular, perdent fins a cinc quilos, segons ell, amb el propòsit de tenir més aspecte de rus.
| Actor                 | Personatge                 | Descripció                                                                |
| --------------------- | -------------------------- | ------------------------------------------------------------------------- |
| Arnold Schwarzenegger | Ivan Danko                 | Polcía de Moscou enviat als Estats Units per extradir a Viktor Rostavili. |
| James Belushi         | Capità-detectiu Art Ridžić | Policia de Chicago assignat a Ivan Danko com a guia i guardaespatlles.    |
| Ed O'Ross             | Viktor Rostavili           | Narcotraficant georgiano que fuig als Estats Units.                       |
| Peter Boyle           | Lou Donnelly               |                                                                           |
| Laurence Fishburne    | Tinent Charlie Stobbs      | Company de Art Ridžić.                                                    |
| Gina Gershon          | Catherine "Cat" Manzetti   | Ex-prostituta, professora de ball i esposa americana de Victor.           |
| Sven-Ole Thorsen      | -                          | Visitant en la sauna.                                                     |